# مزايا فيرفكس

لقطة شاشة لفيرفكس يعمل على نظام ويندوز إكس بي

مزايا موزيلا فَيرْفُكْس تميزه عن العديد من متصفحات الوب الأخرى، مثل إنترنت إكسبلورر. وبالرغم من أن فيرفكس يفتقد إلى العديد من المزايا المتوفرة في المتصفحات الأخرى؛ في سبيل أن تكون واجهة المستخدم بسيطة، وحتى لا يتطلب المتصفح مساحة تخزينية عالية، وليكون سهل التطويع لحاجات الفئات المختلفة من المستخدمين. بدلاً من تقديم كل المزايا في التوزيعة القياسية; فإن فيرفكس يعتمد على نظام التمديدات الذي يسمح للمستخدمين بتعديل وتطويع المتصفح وفقاً لمتطلباتهم.

## مُلَّخص
يَتضمَّن فايرفوكس على إضافاتٍ عَديدة منها حاجب النوافذ المنبثقة (بالإنجليزية: pop-up blocker)‏، وميزة تصفح الأقسام (بالإنجليزية: tabbed browsing)‏، وإظهار علامات المواقع الحية (بالإنجليزية: Live bookmarks)‏، وميزة الامتدادات (بالإنجليزية: extensions)‏، علمًا أنَّ العديد من المتصفحات قد تَتضمَّن بعض تلك المُمَيزات، ولكن يعتبر البعض أنَّ: «فايرفوكس الأول الذي احتوى على كل هذه الخصائص وحظي بوضوح وموافقة المستخدمين».

## التصفح بالألسنة

الألسنة من أهم المزايا التي دفعت بفيرفكس سريعاً في سوق المتصفحات.

من المميزات الواضحة لمتصفح فيرفكس هو أنه يمكن المستخدم من التعامل مع نافذة واحدة، ولكن داخل هذه النافذة يمكن فتح عدد كبير من الألسنة، وكل لسان يمكن أن يعرض صفحة وب مختلفة عن الألسنة الأخرى، حسب إرادة المستخدم. ورث فيرفكس هذه الميزة من مجموعة برامج موزيلا، والتي بدورها استعارت الفكرة من تمديد مالتيزيلا الذي صمم لمتصفح موزيلا، كان هذا التمديد يسمح بفتح كل الوصلات التشعبية في لسان جديد. تم تقديم هذه الميزة في الإصدارة 1.0 بعد شكاوى من مستخدمين قاموا بالتحويل من متصفحات كمتصفح أوبرا وأفانت براوسار وماكسون. لكن هذه السياسة تسببت في بعض المشاكل للعديد من المستخدمين، وكنتيجة لذلك تم تعطيل هذه السياسة كوضع افتراضي. قبل الإصدارة 1.0، استعمل مستخدمي المتصفح بعض الإضافات للحصول على النمط الذي يمكن فيه عرض كل الصفحات المفتوحة داحل نافذة واحدة.
يسمح فيرفكس بأن تكون صفحة البداية مجموعة من عدة صفحات، وذلك بإضافة | بعد عنوان كل صفحة وب تفتح كصفحة بداية. وبذلك فعندما يقوم المستخدم بفتح متصفح فيرفكس، تفتح كل صفحة في لسان منفصل.

## صد النوافذ المنبثقة
يمتلك فيرفكس أداة مدمجة لصد النوافذ المنبثقة. تم دمج هذه الأداة في فيرفكس منذ الإصدارت الأولى من البرنامج. مما كان في صالح فيرفكس وضد إنترنت إكسبورر حتى أصبح لدى الأخير هذه الإمكانية مع صدور ويندوز إكس بي سيرفس باك اثنان (2). في فيرفكس تقوم هذه الأداة بصد النوافذ المنبثقة من جميع المواقع، لكن يمكن للمستخدم عمل قائمة للمواقع المسموح لها بفتح نوافذ منبثقة. أيضاً يمكن تعطيل هذه الخاصية تماماً ليعرض المتصفح النوافذ المنبثقة لكل المواقع. يمكن لأداة صد النوافذ المنبثقة أن تكون غير مريحة في بعض الأحيان، إذ أنها تمنع وصلات جافاسكربت من أن تفتح في نافذة جديدة عندما يتم تحميل الموقع، إلا إذا تم وضع عنوان الموقع في القائمة الآمنة الموجودة في قائمة الخيارات.
في العديد من الحالات يمكن عرض عنوان النافذة المنبثقة عن طريق فتح الصندوق الذي يظهر عندما تصد النافذة.
هذا سيساعد المستخدم على معرفة إذا كان يريد فتح هذه النافذة أم لا.

## مدير التنزيل

مدير التنزيل المدمج في فيرفكس

يحتوي فيرفكس على أداة مدمجة لتنزيل الملفات. تقوم هذه الأداة بتنزيل كل الملفات إلى سطح المكتب في نظامى تشغيل ويندوز وماك، وإلى الدليل الرئيسي في لينكس. لكن يمكن للمستخدم أن يحدد مسار التنزيل. حالياً لا يدعم مدير التنزيل خاصية إكمال التنزيل بعد غلق المتصفح. وهناك مشكلة أخرى في مدير التنزيل، حيث أنه لا يغلق عندما تكون هناك ملفات في ذاكرة الكاش. لكن هناك فوائد لمدير التنزيل في فيرفكس، حيث يسمح للمسخدم بعرض مسار التنزيل وعنوان يو آر إل للملف الذي يتم تنزيله، وذلك من خلال صندوق الخيارات. يسمح إنترنت إكسبورر بعرض عنوان خادم تحميل الملف واسم الملف فقط.
عندما تم تقديم مدير التنزيل في الإصدارة 8.0 من فيرفكس، انزعج بعض مستخدمي البرنامج; الذين كانوا يفضلون نظام نافذة لكل تنزيل كما في إنترنت إكسبورر. وكان هناك طلب على تمديد لتطبيق ما يريده هؤلاء المستخدمين، لكن ذلك تلاشى سريعاً.

## علامات المواقع الحية
دعم فيرفكس تقنيات آر إس إس وأتوم، وإضافة إلى ذلك كان من مزايا فيرفكس ما يسمى علامات المواقع الحية، هذه الميزة تسمح للمستخدمين بعض التغييرات التي تطرأ على مواقع الأخبار التي يفضلونها. عندما قدمت هذه الميزة لأول مرة مع الإصدارة 1.0 تولد قلق من أن فيرفكس أصبح يقدم مزايا فير ضرورية. لكن مع الوقت لم يعد لهذا القلق وجود.
عندما تم تقديم علامات المواقع الحية لأول مرة تفاجأ المستخدمين من بساطتها. فبدلا من التعامل مع آر إٍٍس إس كصفحات إتش تي إم إل كما تفعل كل جوامع الأخبار. يتم معاملتها كعلامات مواقع يتم تحديثها دورياً مع روابط للأخبار الجديدة. يتم تحديث علامات المواقع آلياُ، ومن الممكن أن يسبب ذلك ضعف سرعة المتصفح أثناء تحميل الصفحات. مع ذلك لا يوجد خيارات في متصفح فيرفكس للتحكم في تحديث علامات المواقع الحية. اَيضاً تترك هذه الخاصية الاتصال مفتوحاُ لعلامات المواقع الحية التي لا تحمل بوضوح. والطريقة الوحيدة لمنع هذه المشاكل من الحدوث هي بعدم استخدام علامات المواقع الحية.

## الإضافات

الصفحة الرئيسية لموقع تحديث موزيلا

هناك ثلاثة أنواع من الإضافات في فيرفكس، أولها وأكثرها استخداماُ الامتدادات (برامج مصغرة لزيادة قدرات المتصفح)، السمات (تغير الواجهة الرسومية لفيرفكس)، الملحقات (التي تساعد على عرض ملفات الفيديو وملفات الصوت ومحتويات أخرى من الوسائط المتعددة). يمكن الحصول على هذه الإضافات من موقع إضافات موزيلا أو من مصادر أخرى.

### الامتدادات
تمكن الامتدادات مستخدمي فيرفكس من توسيع قدرات المتصفح والوظائف التي يمكن أن يقوم بها. تتعدد هذه الامتدادات ووظائفها، فمنها ما يقوم بصد الإعلانات على صفحات التي تعرض على صفخات الوب، ومنها ما يعرض أحوال الطقس، ومنها ما يزيد قدرة المستخدم على التحكم في الألسنة، أو تعديل واجهة الاستخدام الخاصة بمتصفح فيرفكس، والمزيد من الوظائف الأخرى.
الإضافات تزيد العديد من القدرات الجديدة لفيرفكس، ولقد رأى مطوري المتصفح أنه من الأفضل تطبيق الإمكانات التي لن يحتاجها إلا مجموعة صغيرة من المستخدمين في الامتدادات بدلاً من تضمينها في الكود الأصلي للبرنامج; لأن ذلك سيزيد من حجم ملف التنزيل بصورة غير مرغوب فيها.
بينما تقدم الامتدادات العديد من الوظائف والمزايا التي تزيد من كفاءة المتصفح. إلا أن مجلت بي سي ورلد لاحظت أن المستخدم العادي قد يواجه صعوبة في إيجاد التمديدات وتثبيتها ليكتشف في النهاية وجود هذه الوظائف في فيرفكس أصلاً.
معظم الامتدادت غير مدعومة من قبل مؤسسة موزيلا، وبما أن لهذه الامتدادات نفس الحقوق في الولوج إلى نظام المتسخدم كما لمتصفح فيرفكس نفسه، فإنه من الممكن أن ينشأ البعض امتدادات ضارة.
وبما أن التمديدات يتم إنشاءها من قبل شركات لا تنتمي إلى مؤسسة موزيلا فإنها لا تخضع للمراقبة أو التحليل، ويمكن أن تحتوي على أخطاء أو تضر بالمستخدم.

### السمات
يمكن تركيب السمات لفيرفكس؛ لتغير من الواجهة الرسومية للمتصفح. والسمات ببساطة عبارة عن حزم من ملفات سي إس إس ومجموعة من الصور. معظم السمات يمكن تنزيلها من موقع تحديث موزيلا.

### الملحقات
يدعم فيرفكس الملحقات المبنية على واجهة برامج تطبيقات ملحقات نيتسكيب، والتي يدعمها أيضاً متصفح أوبرا، ومتفح إنترنت إكسبورر من الإصدارة 3.0 إلى الإصدارة 5.0.
في 30 من يونيو 2004 أعلنت مؤسسة موزيلا بعد شراكة مع كل من أدوب، أبل، ماكروميديا، أوبرا، سان مايكروسيستمز أعلنت عن سلسلة من التغييرات في ملحقات متصفح الوب. حيث أن واجهة برمجة تطبيقات الجديدة ستسمح لمطوري الوب أن يقدموا خبرة تصفح وب أكثر ثراءً. ولكن بداعي الحفاظ على حالة الإبداع وعلى المقاييس التي يجب اتباعها، فإن تقنيات الملحقات الجديدة من المتوقع تطبيقها في الإصدارت القادمة من منتجات موزيلا.
في فيرفكس 1.5 والإصدارات اللاحقة تم إدراج ملحق تحميل الجافا، الذي يسمح لمستخدمي ماك أو إس إكس ان يشغلوا تطبيقات جافا مع 1.4 إلى 5.0 من إصدارات جافا، حيث أن تطبيق جافا الذي توزعه أبل مع أنظمتها لا يتوافق مع أي متصفح إلا متصفح سفاري الذي تنتجه نفس الشركة.

## التخصيص
بجانب الإضافات التي تضيف العديد من الوظائف الجديدة، هناك العديد من الوسائل التي تساعد مستخدمي المتصفح على تخصيص شكل المتصفح:-
- يمكن أيضا إضافة ميزة للمبرمجين الدين ينتمون إلى عالم الاختراقات حيت يحتوي شريط مختص باختراق المواقع وهو خاص بالقراصنة المبرمجين فقط
- يمكن تخصيص أشرطة الأدوات، وإنشاء أشرطة أدوات جديدة، إضافة أزرار لأشرطة الأدوات أو حذفها.
- هناك العديد من التفضيلات المخفية في about:config التي يمكن تعديلها لتلائم احتياجات المستخدم.
- ملفات الطرز المتراصة CSS التي يمكن أن تستخدم لتغيير الطريقة التي تعرض بها صفحات الوب أو لإضافة تعديلات على واجهة استخدام فيرفكس.

## صورة في صورة
إنَّ صورة في صورة [الإنجليزية] (بالإنجليزية: Picture-in-picture)‏ من أبرز الميزات في المُتصفح، تتيح آليَّة إصلاح مقطع فيديو عند وجود مُشكلة عند المشاهدة على الصفحة، حتى إذا أُغلقت الصفحة، فسيظل الفيديو نشطًا على الشاشة لغاية إيقاف المِيزة. كما يُمكن تدوين ملاحظات على صفحة أخرى أثناء مشاهدة الفيديو نفسه.

## دعم تقنيات الوب
يدعم فيرفكس العديد من التقنيات القياسية التي تستخدم في تطوير الوب، مثل لغة ترميز النص الفائق ولغة رقم النص الفائق القابلة للتمديد وجافاسكربت.